# Gosu
 (octobre 2013).
Si vous disposez d'ouvrages ou d'articles de référence ou si vous connaissez des sites web de qualité traitant du thème abordé ici, merci de compléter l'article en donnant les références utiles à sa vérifiabilité et en les liant à la section « Notes et références ».
Gosu  (du coréen : 고수 ; hanja : 高手) est un mot sino-coréen, d'origine chinoise (高手, gāoshǒu, « main élevée ») qui signifie « maître », « expert ». Par exemple, « 바둑고수 » désigne un joueur de go de haut-niveau.
Dans le dialecte de la province du Gyeongsang, ce mot désigne  un chef.

## Utilisation
Gosu est l’un des quatre mots coréens utilisés pour mesurer le degré de compétence d’un joueur dans le jargon des jeux vidéo et des sports électroniques :
- gosu est employé pour désigner les progamers (joueurs professionnels), ou les joueurs extrêmement compétents ;
- jungsu est employé pour désigner un joueur ayant un niveau moyen ;
- gasu est employé pour désigner un joueur débutant ;
- chobo est un terme désignant le joueur qui a peu d'expérience, qui est peu efficace dans les matchs. Ce terme peut être considéré comme l’équivalent du mot anglais newbie. Contrairement à hasu, chobo est considéré comme injurieux et irrespectueux surtout dans la communauté StarCraft 2.

## Interprétation
Certains lui attribuent la signification God Of Starcraft Universe ou également Good Online Starcraft User, appellation plus tard étendue à d’autres jeux vidéo (surtout pour les jeux de stratégie en temps réel de Blizzard, tels que Warcraft III).